# Shehu Musa Yar'Adua
Shehu Musa Yar'Adua (Catsina, 5 de março de 1943 (82 anos) – 8 de dezembro de 1997) foi um empresário, soldado e político nigeriano. Ele era o irmão mais velho do presidente nigeriano Umaru Yar'Adua. Após a sua formação na Real Academia Milita de Sandhurst, Inglaterra, Yar'Adua participou da Guerra Civil da Nigéria. Quando Olusegun Obasanjo foi chefe de Estado militar de 1976 até 1979, Yar'Adua era seu Vice-presidente.
Ele foi condenado a prisão por um tribunal militar em 1995 após a convocação do governo militar da Nigéria do Gen. Sani Abacha e seu Conselho governante provisório para restabelecer a regra civil. Ele morreu em cativeiro em 8 de dezembro, 1997.
O irmão mais novo de Yar'Adua, Umaru Yar'Adua tornou-se presidente da Nigéria, em 2007.

## Juventude e educação
Yar'Adua nasceu em Catsina em uma família fula. Seu pai, Musa Yar'Adua, foi um professor que mais tarde se tornou Ministro dos Assuntos de Lagos de 1957 a 1966 durante a Primeira República da Nigéria. Seu pai tinha o título tradicional de Mutaualim (guardião do tesouro) de Catsina. O avô de Yar'Adua, Mallam Umaru, era também o Mutawallin, e seu irmão mais novo, Umaru Yar'Adua, tornou-se presidente da República Federal da Nigéria em 2007.

## Outras leituras
- Shehu Musa Yar'Adua: A Life of Service (Lynne Rienner Pub., 2004). ISBN 978-8069-36-3